# Адам Мпали
Адам Жирар де Ланглад Мпали (фр. Adam Girard de Langlade Mpali; 29. мај 2002) габонски је пливач чија ужа специјалност су спринтерске трке слободним стилом. 

## Спортска каријера
Мпали је дебитовао на великим такмичењима у сениорској конкуренцији на Светском првенству у великим базенима у корејском Квангџуу 2019. где је заузео 128. место у квалификацијама трке на 50 слободно (трку је испливао за 30,26 секунди). Пар недеља касније по први пут је наступио ина Афричким играма које су те године одржане у Рабату, али без неких значајнијих резултата. 